# Мусоровоз

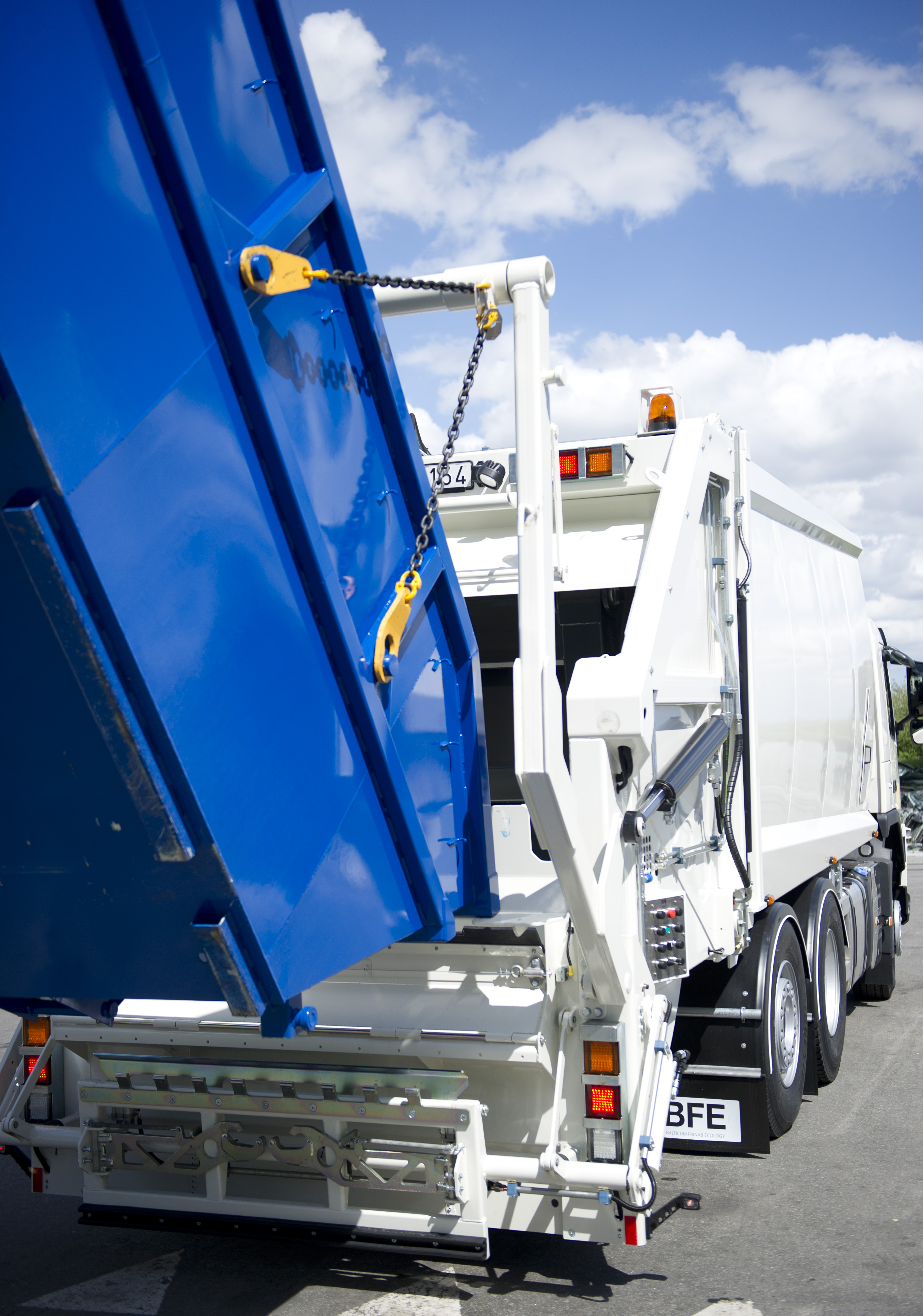
Мусоровоз BFE HD

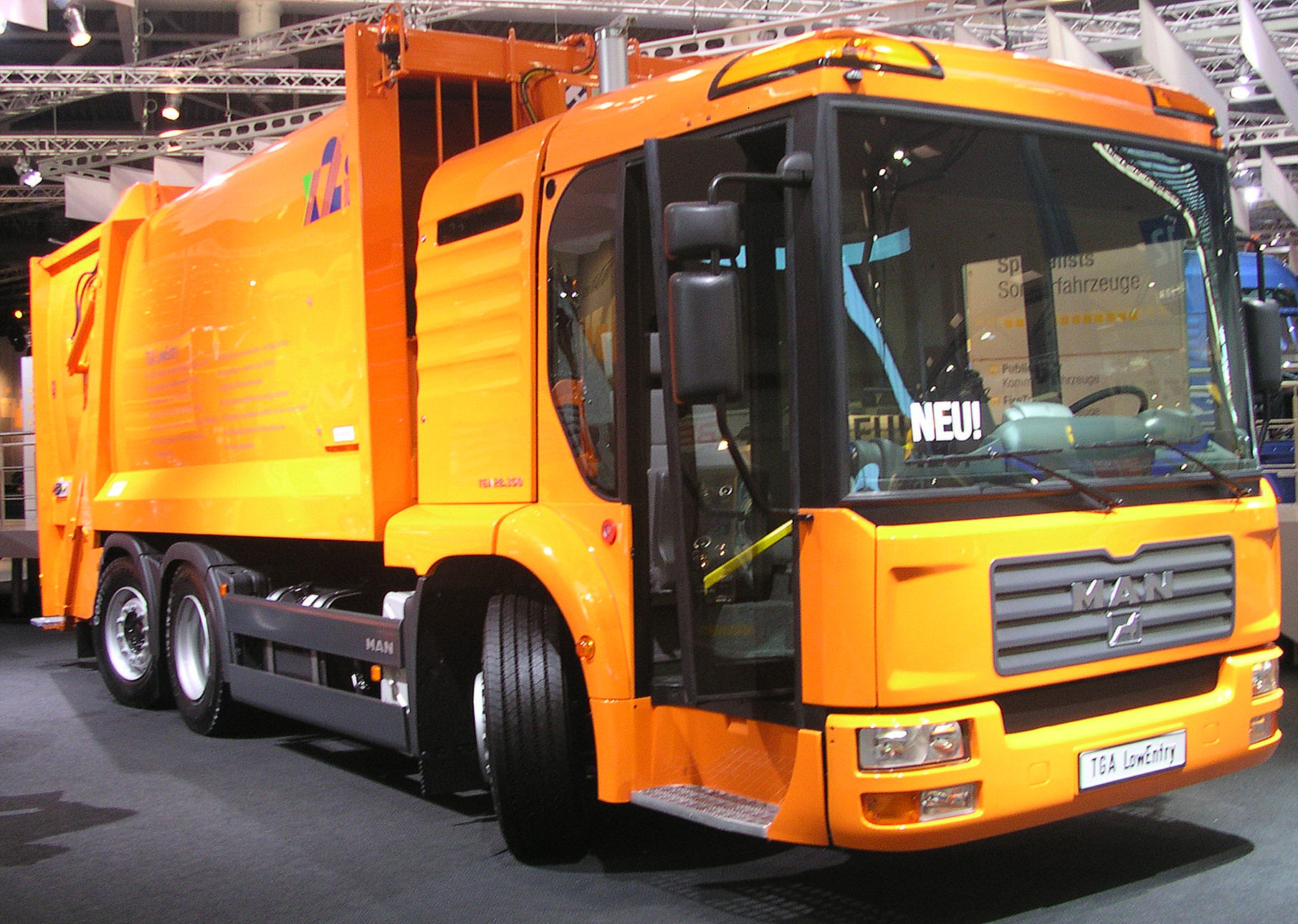
Мусоровоз MAN классической тыльной компоновки

Мусорная машина, или мусорово́з, — грузовой автомобиль или другой вид транспорта, предназначенный для загрузки, уплотнения, транспортировки и выгрузки мусора.
Как правило, машины такого рода имеют вместительный кузов до 20, реже — до 50 м³, в который мусор загружается вручную либо механически, из мусорного контейнера или из другого мусоровоза. Мусорная машина предназначена для вывоза мусора с территории населенных пунктов на свалки, мусороперегрузочные станции или мусоросжигательные заводы.

## История

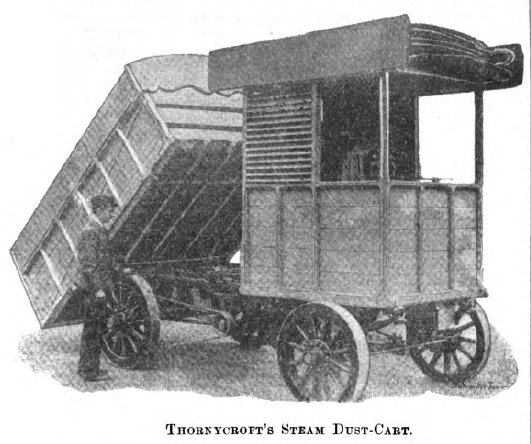
Паровой мусоровоз фирмы Thornycroft (1897)

Фургоны, тележки и другие средства вывоза твердых отходов использовались много веков. В числе первых самоходных грузовиков для вывоза мусора были специально спроектированные для этих целей в конце 1890-х годов машины с паровым двигателем фирмы Thornycroft Steam Wagon and Carriage Company, создававшиеся по заказу районного совета лондонского пригорода Чизвик.
К периоду 1920-х годов для вывоза мусора широко использовались бортовые грузовые автомобили, но их очевидные недостатки (пыль, выпадающий мусор, запах) вскоре обусловили переход к закрытым мусоровозам, применяемым совместно с унифицированными контейнерами для сбора мусора с его последующим вывозом или перегрузкой мусора из контейнеров в мусоровоз. Традиционные советские контейнеры ёмкостью 0,7 м³ имели почти кубическую форму. 

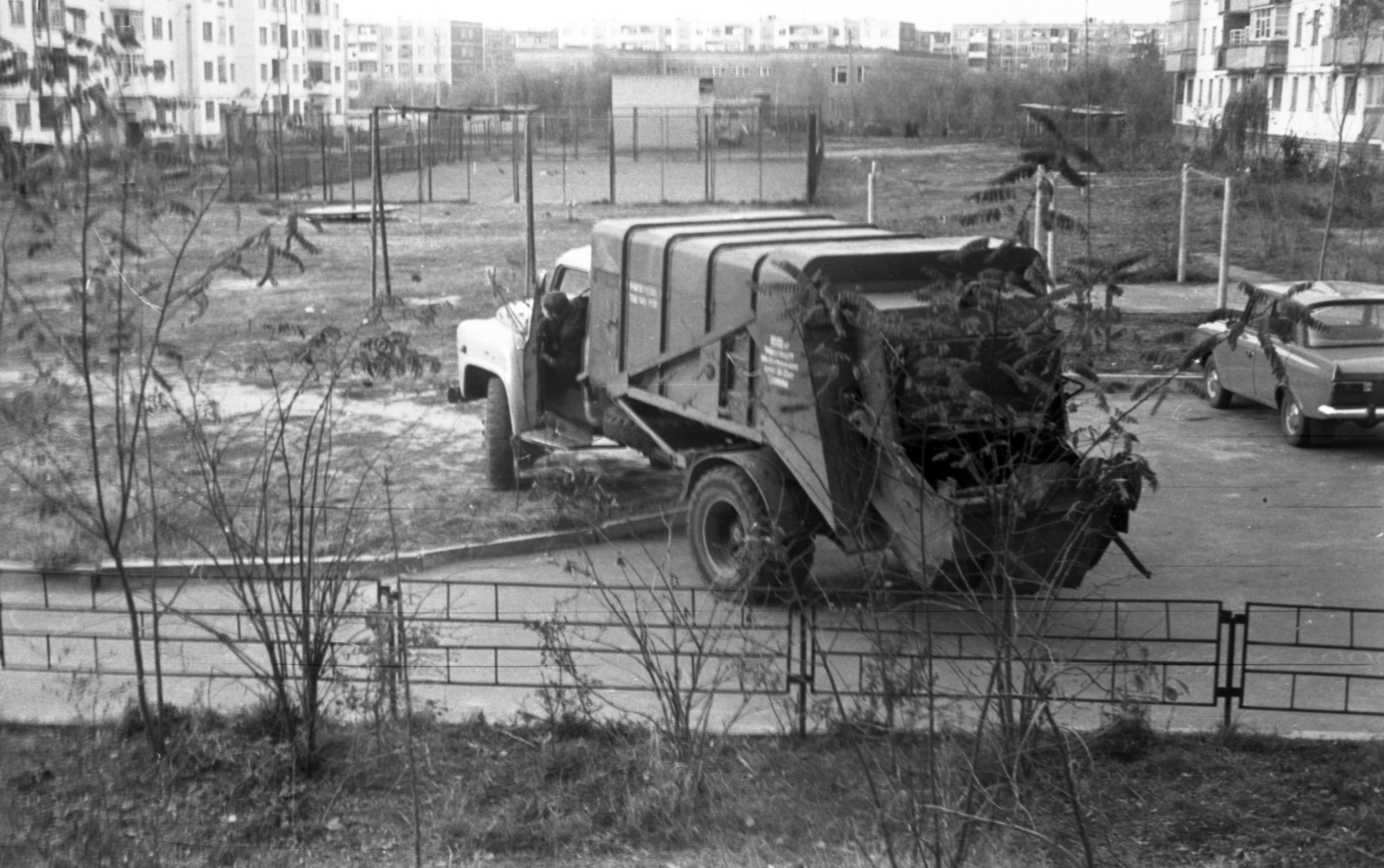
Советский кузовной мусоровоз 53М на самосвальном шасси ГАЗ-53 (фото 1983 года)

Для вывоза контейнеров применялись мусоровозы-контейнеровозы (контейнеры устанавливались манипулятором на плоскую платформу). Со временем их полностью вытеснили мусоровозы, перевозящие только мусор. При перегрузке мусора применяют заднюю загрузку (вручную или с помощью гидравлического опрокидывателя) или боковую загрузку (с помощью гидравлического подъёмника-опрокидывателя). Наиболее массовые мусоровозы советской эпохи в нескольких вариантах выпускались на шасси ГАЗ-53 (выпускались, например, киевским Дормашем и Готвальдовским машиностроительным заводом под Харьковом).

## Контейнеризация отходов
Типы мусоровозов, применяемые в конкретной местности, зависят от применяемых в ней видов мусорных контейнеров, а выбор самих контейнеров зависит как от характера мусора (бытовые, домашние отходы; строительный мусор; макулатура, накапливающаяся в торговых точках), так и от местных традиций и плотности населения.
- При низкой плотности застройки (дома на одну семью) контейнеризация мусора неоправдана. Допустимо выносить мусор, упакованный в прочные пакеты, на обочину — непосредственно в пакетах, или в индивидуальных баках (малогабаритных контейнерах, в Европе — нормированных по DIN 30740 на ёмкость 80, 120, 140 л). Такие пакеты загружаются в приёмник мусоровоза с задней загрузкой вручную.

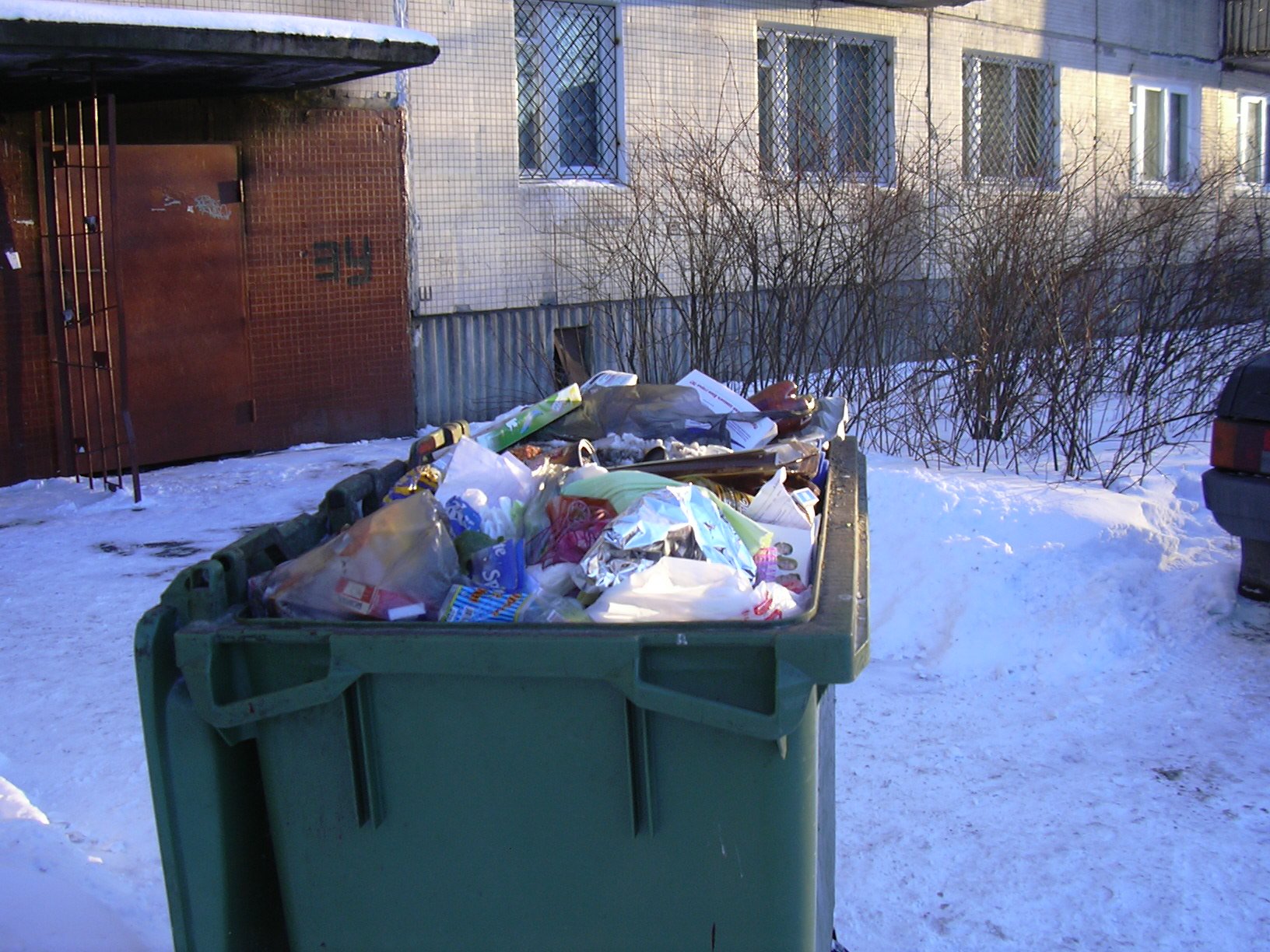
Мусорный контейнер

- В плотной городской застройке целесообразны контейнеры объёмом около 1 м³. Современные, так называемые евроконтейнеры имеют оцинкованный металлический бак со сдвигающейся крышкой, четыре колеса, а их форма позволяет использовать как машинную загрузку с использованием манипулятора, так и опрокидывание в приёмник мусоровоза вручную. Теоретический объём евроконтейнеров по EN 840-3 нормирован на 660, 770, 1000, 1100 л, при этом расчётная масса мусора в контейнере на 1000 л — не более 400 кг, а сам контейнер весит 67 кг.[3]

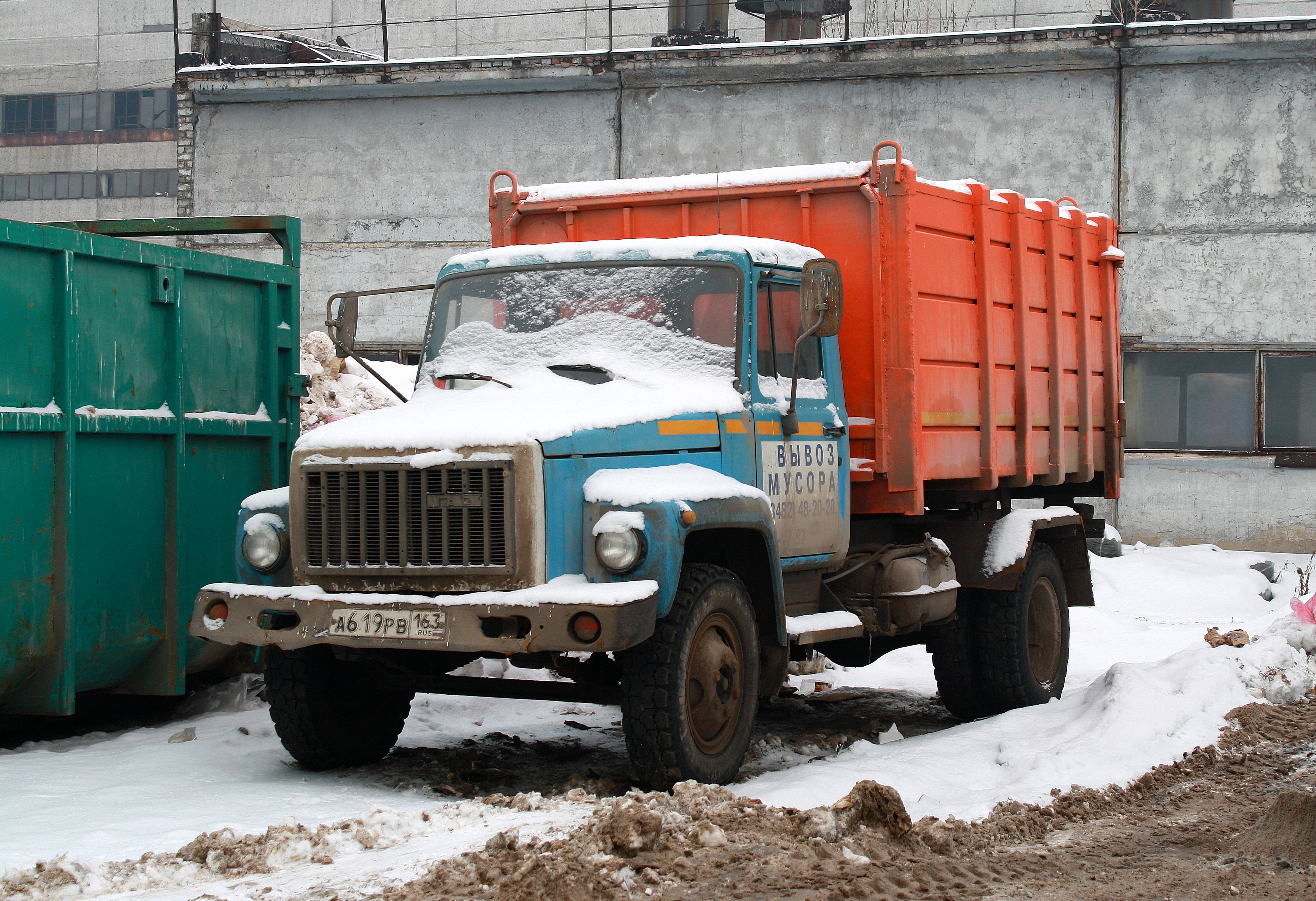
Грузовик ГАЗ, оборудованный мусоросборным бункером

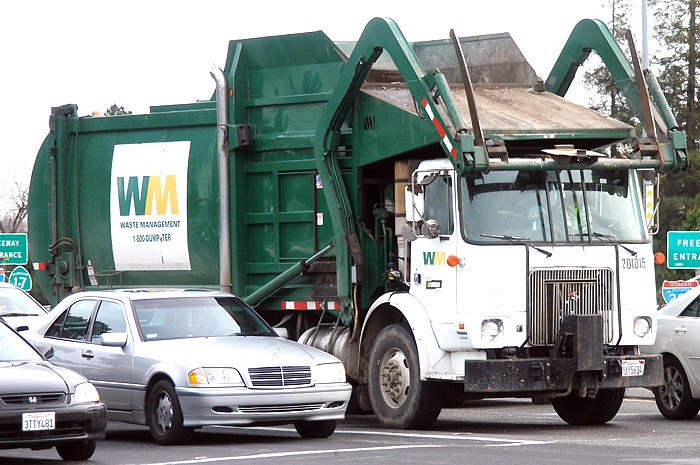
Мусоровоз с фронтальной загрузкой компании Waste Management Inc. в Сан-Хосе (Калифорния)

- Для вывоза крупногабаритных отходов (строительный мусор, макулатура) используются открытые или закрытые бункеры (крупногабаритные контейнеры) вместимостью 5 м³ и выше. Их перевозят специальные самосвалы-бункеровозы с портальной загрузкой или мусоровозы типа «мультилифт». При нехватке средств муниципалитеты могут использовать промышленные контейнеры и для накопления обычных, бытовых, отходов.
- Для вывоза крупногабаритного неконтейнеризованного мусора, непригодного для ручной загрузки, применяются пары погрузчик-самосвал либо мусоровозы, оборудованные грейферным захватом.
- Мусоровозы различаются по объему кузова, а также по показателю массы загружаемых отходов. Объем кузова может варьироваться от 6 до 20 кубометров, грузоподъемность начинается с двух тонн и доходит до максимальной грузоподъемности в 10 тонн. Мусоровозы, обладающие функцией прессования загружаемых в них отходов, имеют ещё такой показатель, как коэффициент уплотнения, который колеблется от 2,5 до 6 единиц. Мусоровозы на большегрузных шасси, как правило, отличаются бо́льшим коэффициентом уплотнения. При этом загрузка данных мусоровозов — автоматическая, при которой применяются сменные контейнеры повышенного объема.[4]
- Существуют транспортные мусоровозы на шасси большегрузных прицепов и полуприцепов. Мусор в такие мусоровозы перегружается из обычных мусоровозов на расположенных в городской черте мусороперегрузочных станциях, после чего вывозится на удалённые полигоны. Объём кузова транспортных мусоровозов может доходить до 50 м³, а грузоподъёмность — до 25 тонн. Прессующий механизм уплотняет мусор в 5-6 раз.

## Принцип действия

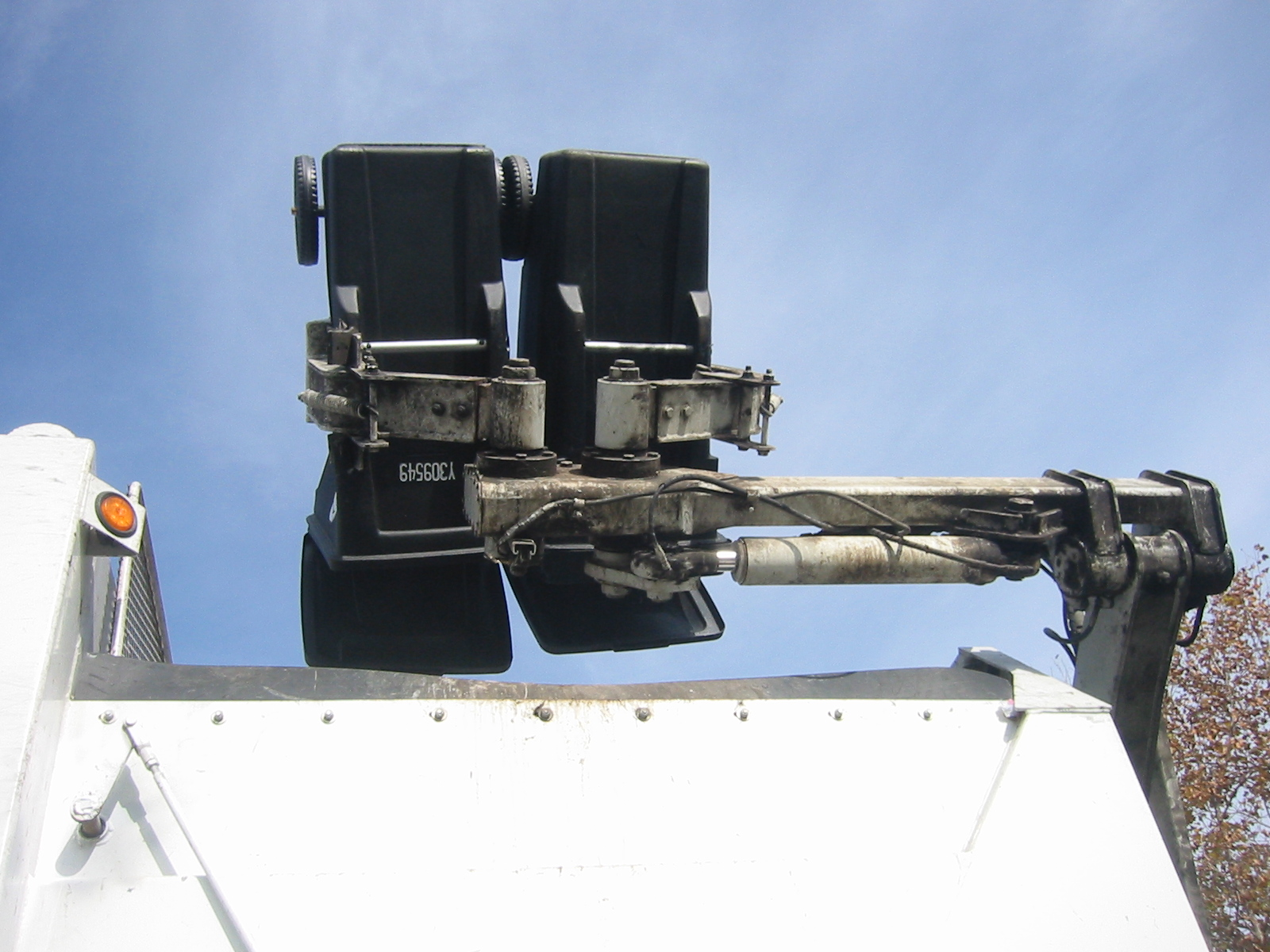
Загрузка из контейнеров манипулятором

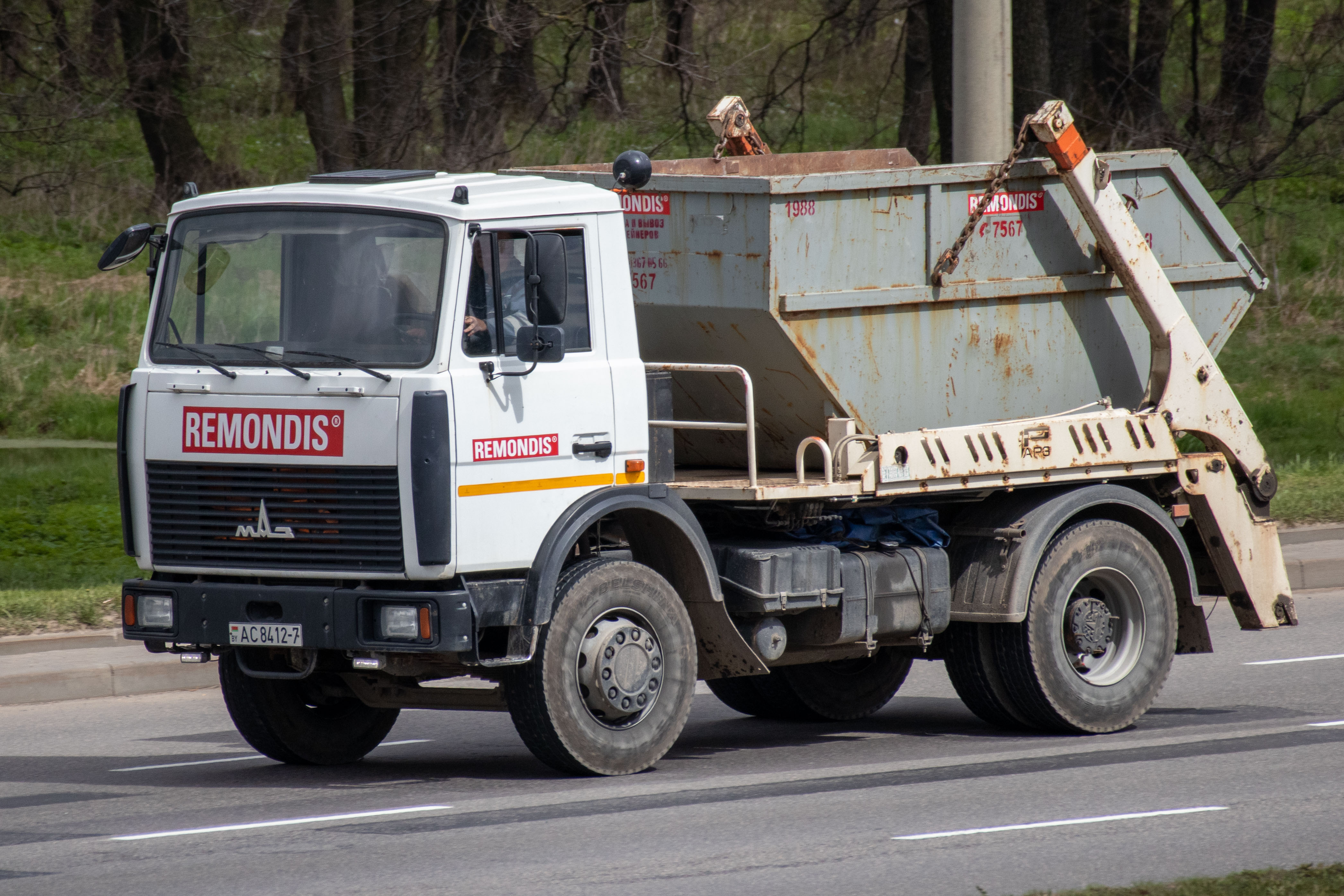
Грузовой автомобиль МАЗ, перевозящий бункер (контейнер с одним заниженным бортом) для мусора

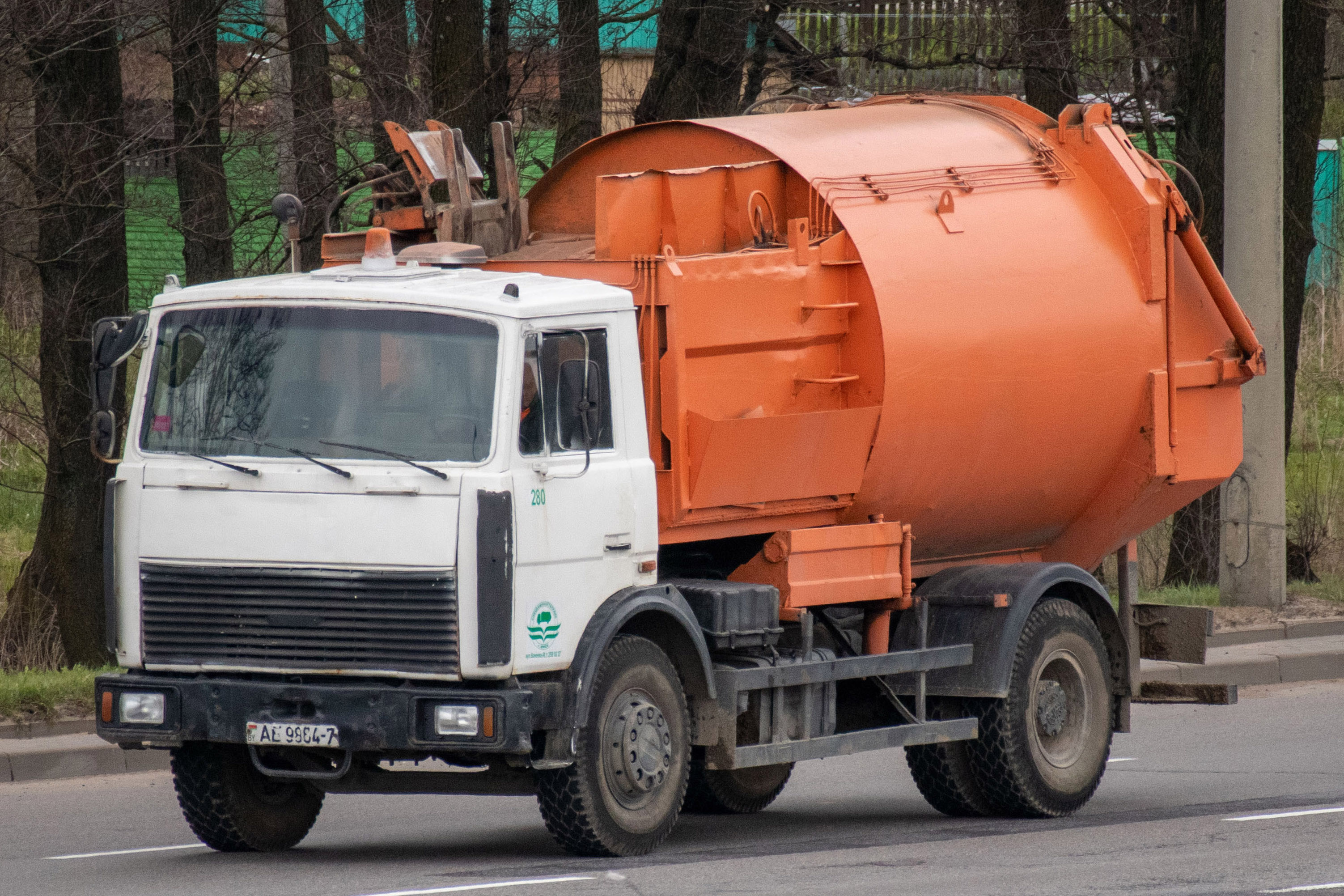
Мусоровоз МАЗ с круглым в сечении мусоросборным кузовом

Мусоровозы делятся по способу загрузки на:
с боковой загрузкой
- с боковой ручной загрузкой
- с боковой загрузкой манипулятором
- с боковой загрузкой кантователем

с задней загрузкой
- с ручной задней загрузкой
- с механизированной задней загрузкой
- с задним самопогрузчиком

с фронтальной загрузкой — контейнер перекидывается через кабину и выгружается в люк, расположенный в передней части крыши кузова
Основная особенность мусорных машин — их способность к подъёму мусорных баков. Для этого у мусорной машины имеются специального рода гидравлические захваты, которыми цепляют мусорный бак, поднимают его и затем мусор ссыпают в кузов. Процедура подъёма мусора продолжается примерно одну минуту. После чего машина ставит бак обратно на землю.
Существует и другая разновидность мусорных машин — которые не поднимают бак, а роль бака играет кузов автомобиля, который мусорная машина снимает и ставит на землю, а затем забирает и увозит на свалку, где мусор утилизируют.

## Марки мусоровозов
С боковой загрузкой
На шасси ГАЗ
- 93М 4,4 м³ (ГАЗ-51)
- МС-4 3,7 т (ГАЗ-51А и ГАЗ-51Д), 1955 г.
- 53М 7 м³/5,3т (ГАЗ-53)
- КО-404 (ГАЗ-53-02)
- М-30 (контейнерный, ГАЗ-53А) 8 контейнеров
- КО-440-2
- КО-440-3
- КО-820 (ГАЗель)

На шасси ЗИЛ
- МС-1 (ЗИС-5), 1946 г.
- МС-2 10 м³ (ЗИС-150), 1949 г.
- МКМ-2 (ЗИЛ-433362)
- КО-440-4
- КО-449-10
- КО-429

На шасси КАМАЗ
- М-71 (КамАЗ-5511)

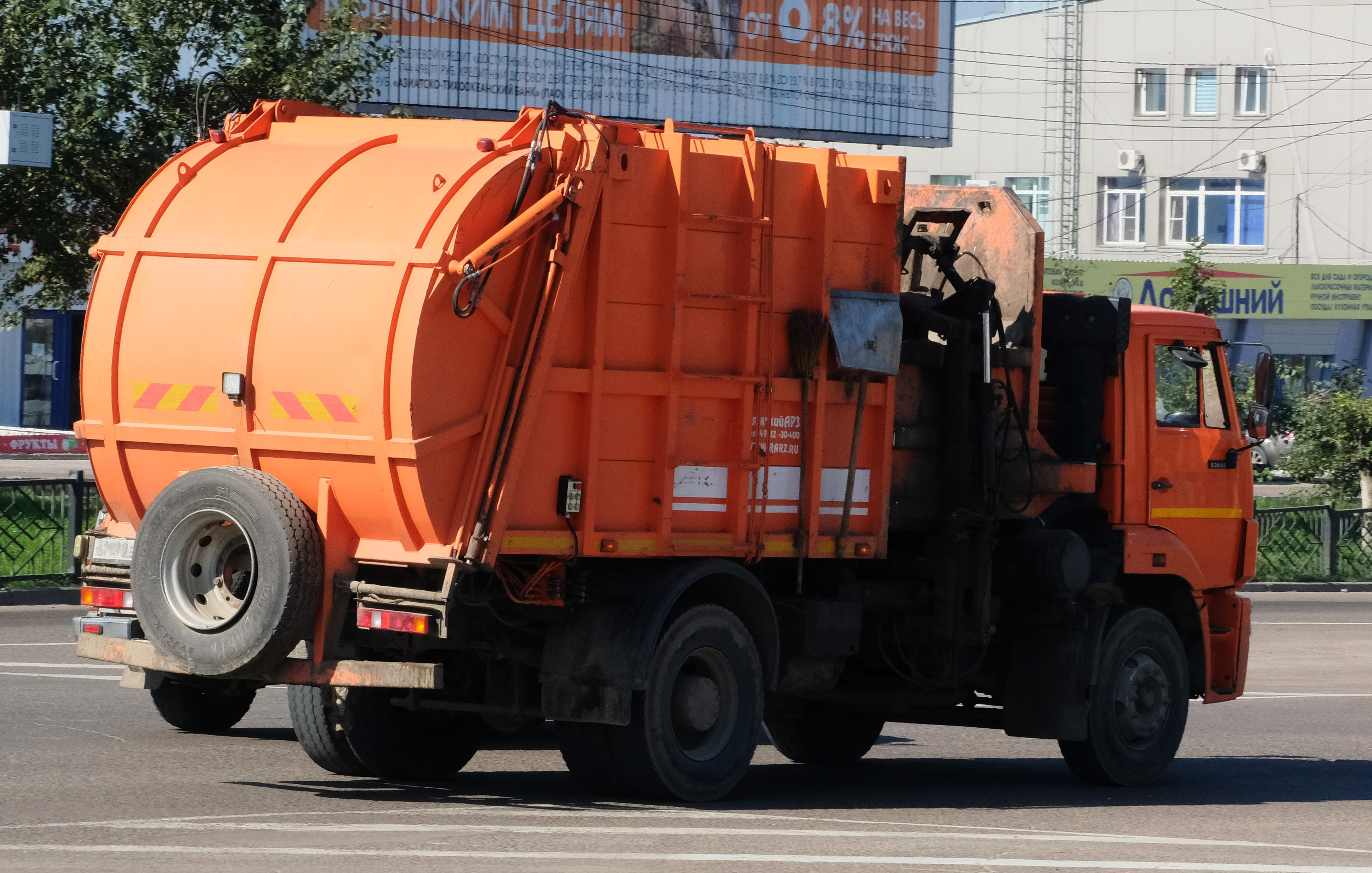
Мусоровоз КАМАЗ на улицах Улан-Удэ

- КО-440-5 — самый распространённый во многих городах России. Вместимость кузова 22м³, мощность дизельного двигателя — 169 кВт.
- КО-440-6 — вместимость кузова — 22 м³ / 8500 кг, мощность дизельного двигателя — 206 кВт
- КО-440-7 16 м³ / 5500 кг
- МКМ-4704
- МКМ-4804
- МКМ-4605
- МКМ-4501
- МКМ-4503
- КО-449-01 15,5 м³ /5000 кг (KAMAЗ 43253)
- КО-449-02
- МК-18 18 м³ / 5125 кг
- КО-427
- БМ-53229
- КО-415А
- СМ-18

На шасси МАЗ
- БМ-500
- М-50 (кузовной, МАЗ-500А)
- МКМ-33107
- КО-440-8
- МКМ-3403
- МКМ-3501
- КО-449-33
- КО-449-35

На шасси КрАЗ
- УК-21 (транспортный, КрАЗ-258)

С задней погрузкой
на шасси Scania
- BFE

## Недостатки
1. При неаккуратном складировании мусора в мусорный бак, при подъёме и установке бака на прежнее место часть мусора в мусоровозах с боковой загрузкой может высыпаться на землю, после чего дворникам приходится его убирать обратно в мусорный бак.
2. При использовании мусоровозов с ДВС, не соответствующих современным экологическим нормам, возможна загазованность окружающей среды.
3. Ввиду нарушения несознательными автовладельцами правил парковки во дворах и узких проездах их автомобили мешают проезду мусоровозов на базе грузовых машин, и коммунальные службы вынуждены использовать мусоровозы уменьшенного габарита, что удорожает вывоз мусора.